# Tomopleura multiplex
Tomopleura multiplex är en snäckart som först beskrevs av Webster 1906.  Tomopleura multiplex ingår i släktet Tomopleura och familjen kägelsnäckor. Inga underarter finns listade i Catalogue of Life.